# Matthew Ramsden
Matthew Ramsden (* 23. Juli 1997) ist ein australischer Leichtathlet, der sich auf den 1500-Meter-Lauf spezialisiert hat. 2019 gewann er die Goldmedaille bei den Ozeanienmeisterschaften in Townsville.

## Sportliche Laufbahn
Matthew Ramsden, der aus Western Australia stammt, nahm erstmals 2013 an Wettkämpfen in den Laufdisziplinen teil. Bei den australischen U17-Meisterschaften in Perth belegte er über 3000 Meter den achten Platz. Ein Jahr später konnte er seine Bestzeit auf dieser Strecke um fast 15 Sekunden verbessern, 2015 sogar um mehr als 20 Sekunden bis auf 8:09,07 min. In jenem Jahr nahm er im Frühjahr am U20-Rennen im Rahmen der Crosslauf-Weltmeisterschaften in Guiyang teil, konnte das Rennen allerdings nicht beenden. 2016 gewann er über 1500 und 5000 Meter zwei Goldmedaillen bei den australischen U20-Meisterschaften. Über beide Distanzen ging er im Juli bei den U20-Weltmeisterschaften in Bydgoszcz an den Start. Über 1500 Meter gelang ihm dabei der Einzug in das Finale, in dem er als Sechster das Ziel erreichte. Über 5000 Meter belegte er zwei Tage später in 14:15,35 min den 15. Platz. Fortan fokussierte er sich hauptsächlich auf den 1500-Meter-Lauf. 2019 entschied er sich eine professionelle Karriere in der Leichtathletik zu starten und lehnte daraufhin unter anderem Stipendien von US-Eliteunis ab, Teil deren Sportteams zu werden. Im März startete er erneut bei den Crosslauf-Weltmeisterschaften, diesmal im Erwachsenenrennen über 10 Kilometer, die er auf dem 39. Platz beendete. Im Juni stellte Ramsden in Lahti mit 3:35,85 min eine neue Bestleistung auf, die seitdem zu Buche steht. Ende des Monats konnte er über 1500 Meter die Goldmedaille bei den Ozeanienmeisterschaften gewinnen. In der Folge gelang ihm die Qualifikation für die Weltmeisterschaften in Doha, zu denen er als 15. der Jahresweltbestenliste anreiste. Allerdings stürzte er bereits nach 80 Metern im Vorlauf und wäre mit seiner Zeit ihm Ziel theoretisch ausgeschieden. Der Protest von Seiten seines Verbandes war allerdings erfolgreich, woraufhin ihm das Kampfgericht eine Wildcard für das Halbfinale erteilte. Im Halbfinale schied er dann allerdings, äußerst knapp, als Achter seines Laufs aus, wenngleich er darin die zweitschnellste Zeit seiner Saison lief. Insgesamt belegte er den 15. Platz.
Im Frühjahr 2022 trat Ramsden bei den Hallenweltmeisterschaften in Belgrad in seinem ersten Wettkampf überhaupt über die 3000-Meter-Distanz an. Er erreichte das Finale, in dem er in einer Zeit von 7:49,82 min den zwölften Platz belegte. Später im Sommer startete er im Sommer zu seinen zweiten Weltmeisterschaften. Nach dem neunten Platz in seinem Vorlauf, verpasste er allerdings den Einzug in das Halbfinale. 2023 trat er in Budapest wieder bei den Weltmeisterschaften an. Dort zog er, zum zweiten Mal nach 2019, in das Halbfinale ein.
Ramsden studierte an der Deakin University in Melbourne, wo er für den örtlichen Melbourne Track Club an den Start geht.

## Wichtige Wettbewerbe
| Jahr                   | Veranstaltung                 | Ort                    | Platz                  | Disziplin              | Zeit                   |
| Startet für Australien | Startet für Australien        | Startet für Australien | Startet für Australien | Startet für Australien | Startet für Australien |
| ---------------------- | ----------------------------- | ---------------------- | ---------------------- | ---------------------- | ---------------------- |
| 2016                   | U20-Weltmeisterschaften       | Bydgoszcz              | 6.                     | 1500 m                 | 3:50,50 min            |
| 2016                   | U20-Weltmeisterschaften       | Bydgoszcz              | 15.                    | 5000 m                 | 14:15,35 min           |
| 2019                   | Crosslauf-Weltmeisterschaften | Aarhus                 | 39.                    | Erwachsenenrennen      | 33:56 min              |
| 2019                   | Ozeanienmeisterschaften       | Townsville             | 1.                     | 1500 m                 | 3:44,41 min            |
| 2019                   | Weltmeisterschaften           | Doha                   | 15.                    | 1500 m                 | 3:37,16 min            |
| 2022                   | Hallenweltmeisterschaften     | Belgrad                | 12.                    | 3000 m                 | 7:49,82 min            |
| 2022                   | Weltmeisterschaften           | Eugene                 | 32.                    | 1500 m                 | 3:39,83 min            |
| 2023                   | Weltmeisterschaften           | Budapest               | 21.                    | 1500 m                 | 3:36,83 min            |

## Persönliche Bestleistungen
Freiluft
- 800 m: 1:49,28 min, 7. März 2020, Perth
- 1500 m: 3:34,08 min, 3. Juli 2021, Heusden-Zolder
- Meilenlauf: 3:51,23 min, 5. September 2020, San Donato Milanese
- 3000 m: 7:35,65 min, 13. Juli 2021, London
- 5000 m: 13:16,63 min, 29. August 2020, Göteborg

Halle
- 3000 m: 7:49,82 min, 20. März 2022, Belgrad